# Kanadische Wasserballnationalmannschaft der Frauen
Die kanadische Wasserballnationalmannschaft der Frauen ist die Nationalmannschaft der kanadischen Frauen in der Sportart Wasserball (englisch: Water Polo; französisch: water-polo). Sie vertritt Kanada bei internationalen Wettbewerben wie Olympischen Spielen, Weltmeisterschaften oder Panamerikanischen Spielen. Die organisatorische Verantwortung liegt beim Verband Water Polo Canada.
Die kanadische Nationalmannschaft der Frauen gewann je zwei Silber- und Bronzemedaillen bei Weltmeisterschaften. Bei den Panamerikanischen Spielen erkämpfte das Team eine Goldmedaille und fünf Silbermedaillen.

## Erfolge

### Olympische Spiele
Die kanadische Mannschaft qualifizierte sich für die Teilnahme an vier olympischen Wasserballturnieren:
- 2000: 5. Platz
- 2004: 7. Platz
- 2008: nicht qualifiziert
- 2012: nicht qualifiziert
- 2016: nicht qualifiziert
- 2020: 7. Platz
- 2024: 8. Platz

### Weltmeisterschaften
Die kanadische Nationalmannschaft qualifizierte sich für die Teilnahme an allen der bisher 17 ausgetragenen Wasserballweltmeisterschaften:
- 1986: 4. Platz
- 1991: Silbermedaille
- 1994: 5. Platz
- 1998: 6. Platz
- 2001: Bronzemedaille
- 2003: 4. Platz
- 2005: Bronzemedaille
- 2007: 6. Platz
- 2009: Silbermedaille
- 2011: 8. Platz
- 2013: 8. Platz
- 2015: 11. Platz
- 2017: 4. Platz
- 2019: 9. Platz
- 2022: 9. Platz
- 2023: 8. Platz
- 2024: 8. Platz

### Panamerikanische Spiele
- 1999: Goldmedaille[3]
- 2003: Silbermedaille
- 2007: Silbermedaille
- 2011: Silbermedaille
- 2015: Silbermedaille
- 2019: Silbermedaille
- 2023: Silbermedaille